# Deliverance (película de 1919)
Deliverance es una película muda de 1919 que cuenta la historia de Helen Keller y de su maestra, Anne Sullivan. La película fue protagonizada por Etna Ross, Tula Belle, Edith Lyle, Betty Schade, Sarah Lind, Ann Mason y Jenny Lind. La película también cuenta con las apariciones de Helen Keller, Anne Sullivan, Kate Adams Keller y Phillips Brooks Keller como ellos mismos. La película fue dirigida por George Foster Platt y escrita por Francis Trevelyan Miller.

## Reparto
- Etna Ross	... 	Helen Keller de niña
- Tula Belle	... 	Nadja de joven
- Edith Lyle	... 	Younger Anne Sullivan (acreditada como Edythe Lyle)
- Betty Schade	... 	Mrs. Kate Adams Keller de joven
- Jenny Lind	... 	Martha Washington
- Sarah Lind	... 	Mammy
- Ann Mason	... 	Helen Keller de joven
- Helen Keller	... 	Ella misma
- Anne Sullivan	... 	Ella misma
- Kate Adams Keller	... 	Ella misma
- Phillips Brooks Keller	... 	Él mismo
- Polly Thompson	        ... 	Secretaria de Helen
- Ardita Mellinina	... 	Nadja
- J. Parks Jones  	... 	Hijo de Nadja
- True Boardman	... 	Novio de Helen (Sin acreditar)
- Herbert Heyes      ...     Ulysses[1] (Sin acreditar)

## Conservación
Una copia de archivo de la película actualmente sobrevive en la Biblioteca del Congreso.